# Notre-Dame-d'Estrées
Notre-Dame-d'Estrées var en kommun i departementet Calvados i regionen Normandie i norra Frankrike. Kommunen låg i kantonen Mézidon-Canon som ligger i arrondissementet Lisieux. Området som utgjorde den tidigare kommunen Notre-Dame-d'Estrées hade 152 invånare år 2017.
Kommunen upphörde den 1 januari 2015, då den slogs samman med kommunen Corbon till den nya kommunen Notre-Dame-d'Estrées-Corbon.

## Befolkningsutveckling
Antalet invånare i kommunen Notre-Dame-d'Estrées
| Referens: INSEE |